# Seilhac
Seilhac (okcitansko Selhac) je naselje in občina v južnem francoskem departmaju Corrèze regije Limousin. Leta 2004 je naselje imelo 1.724 prebivalcev.

## Geografija
Kraj leži v pokrajini Limousin 15 km severno od Tulleja. Na ozemlju občine izvira 29 km dolga rečica Brézou, levi pritok Vézère.

## Uprava
Seilhac je sedež istoimenskega kantona, v katerega so poleg njegove vključene še občine Beaumont, Chamboulive, Chanteix, Lagraulière, Pierrefitte, Saint-Clément, Saint-Jal in Saint-Salvadour s 6.920 prebivalci.
Kanton Seilhac je sestavni del okrožja Tulle.